# Gunnar Jarring
Gunnar Jarring (12. oktober 1907 i Brunnby, Skåne – 29. maj 2002) var en svensk ambassadør og docent i tyrkiske sprog. Søn af landmand Gottfrid Jönsson og Betty Svensson. Gift 1932 med fil.lic Agnes Urania Charlier, datter af astronomen Carl Charlier (1862-1934) og Siri Leissner.
Gunnar Jarring fik sin doktorgrad i 1933 ved Lunds Universitet med afhandlingen Studien zu einer osttürkischen Lautlehre (Studier i østtyrkisk lydlæra) og samme år blev han udnævnt til docent i tyrkisk sprogvidenskab samme sted. Afhandlingen var resultatet af en sprogrejse til kinesisk Turkestan. Efter at være blevet doktor rejste han til Afghanistan, hvilket blev grundlaget for Uzbek texts from Afghanistan Turkestan (1938) og en etnologisk undersøgelse af de tyrkisksprogede folkeslag i området. 1938 var han i Tyrkiet for at søge i arkiver efter materiale om de svensk-tyrkiske forbindelser under Karl 12.. 
I 1940 blev han rekrutteret til udenrigstjenesten, da han blev attaché i Ankara. Allerede året efter blev han udpeget til den svenske mission i Teheran. I 1948 var han udsending i Indien og Ceylon 1950, men var tilbage i Iran, Irak, og Pakistan 1951. I 1952 vendte han tilbage til Sverige som chef for den politiske afdeling af udenrigsministeriet og udenrigsråd, og som sådan var han sagkyndig for FN's generalforsamling i 1955. 
I 1956 blev han udnævnt til ambassadør, og blev Oscar Thorsings efterfølger som Sveriges faste ambassadør i FN. Han havde posten indtil 1958, og blev efterfulgt af  Agda Rössel. Under perioden i FN var han Sveriges repræsentant i Sikkerhedsrådet 1957-1958, og mægler i Kashmir-konflikten mellem Indien og Pakistan. Han havde en svær rolle under Libanonkrisen i 1958, da den svenske regering som det eneste land fulgte Sovjetunionens holdning, hvilket gjorde Dag Hammarskjöld fortvivlet over Jarring. Dette førte til en konflikt mellem udenrigsminister Östen Undén og denne, og Jarring blev samme år ambassadør i Washington DC, en post han havde indtil 1964 hvor han forflyttedes til Moskva.
I 1967 blev han udnævnt til FN's udsending i konflikten mellem Israel og araberne, en post han beklædte indtil 1990. Han etablerede sit hovedkvarter i Nicosia på Cypern, hvorfra han førte samtaler med Ægypten, Jordan, Israel og Syrien for at få landene til at acceptere FN's resolution 242, og medvirkede ved udveksling af fanger. Desuden arrangerede han en berygtet fredsmøde i New York 7. august 1970, hvor han fremlagde et forslag til en fredsaftale mellem Ægypten og Israel som indebar at Israel skulle trække sig tilbage fra de besatte områder. Hans forslag blev afvist. Han kunne ikke opnå nogen konkrete fredsresultater i de første seks år. Da FN's generalsekretær U Thant på grund af helbredsproblemer undlod at søge genvalg i 1971, var Jarring en af de som blev foreslået som hans efterfølger.
Jarring var kendt for altid at svar "No comments", når journalisterne stillede spørgsmål. Det gav anledning til hans øgenavn "Muslingen". 1952-1964 udgav han sine erindringer: Rikets förhållande till främmande makt. Hans udgivelser er meget omfattende og rummer udover nogle hovedværker indenfor den tyrkiske sprogforskning om uiguriska, flere betydelige udenrigspolitiske værker.

## Eksterne kilder
- Diplomaten och vetenskapsmannen Gunnar Jarring (DOC), Stockholms universitet (Webside ikke længere tilgængelig)
- Gunilla Törnvall, ”Svenskar bidrog till Östturkestans skriftspråk”, SvD Under Strecket, 12 november 2006
- The Jarring Collection of Eastern Turkestan manuscripts at Lund University Library Arkiveret 30. april 2008 hos  Wayback Machine